# Estação República Argentina

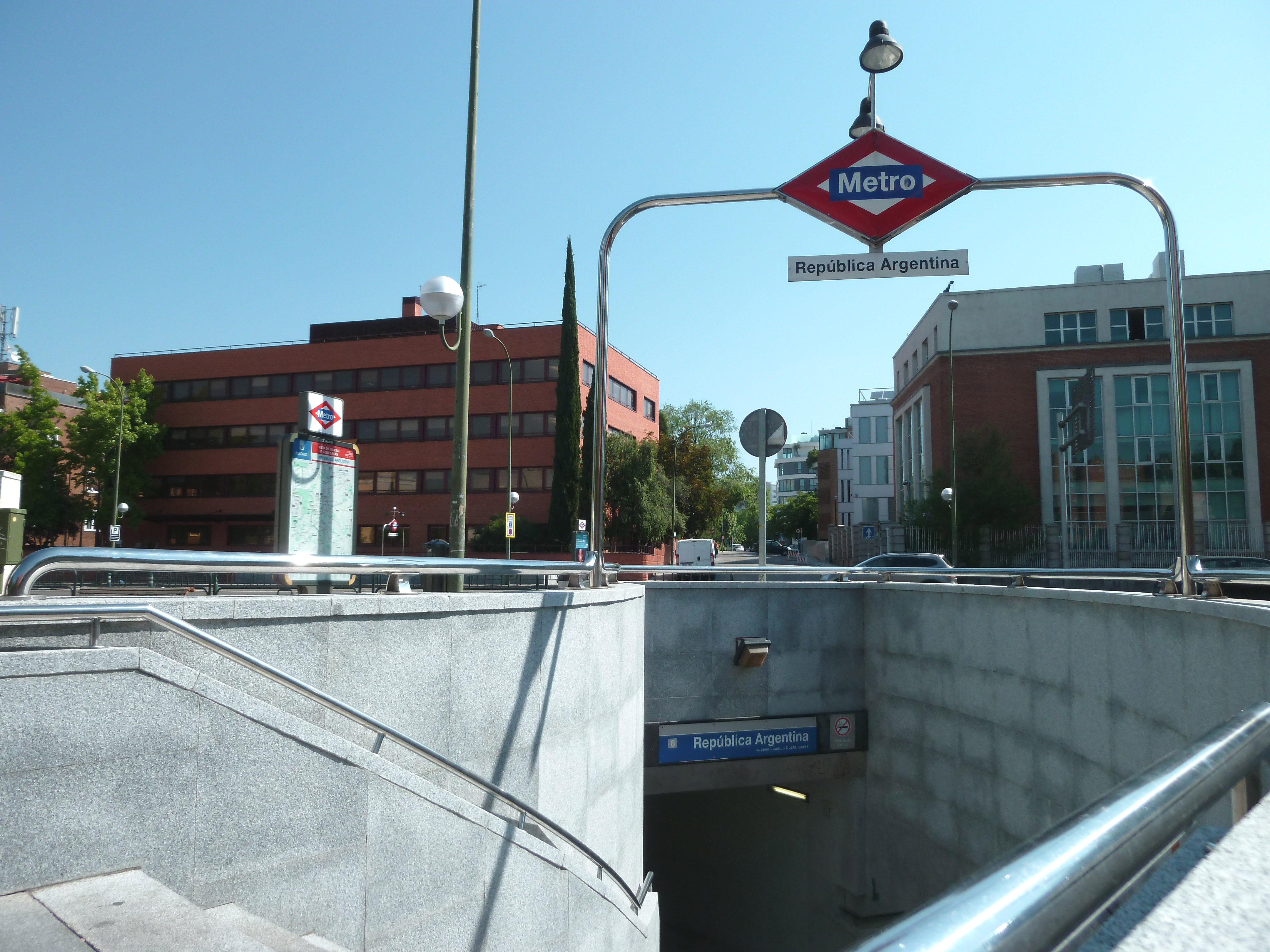
Acesso a estação

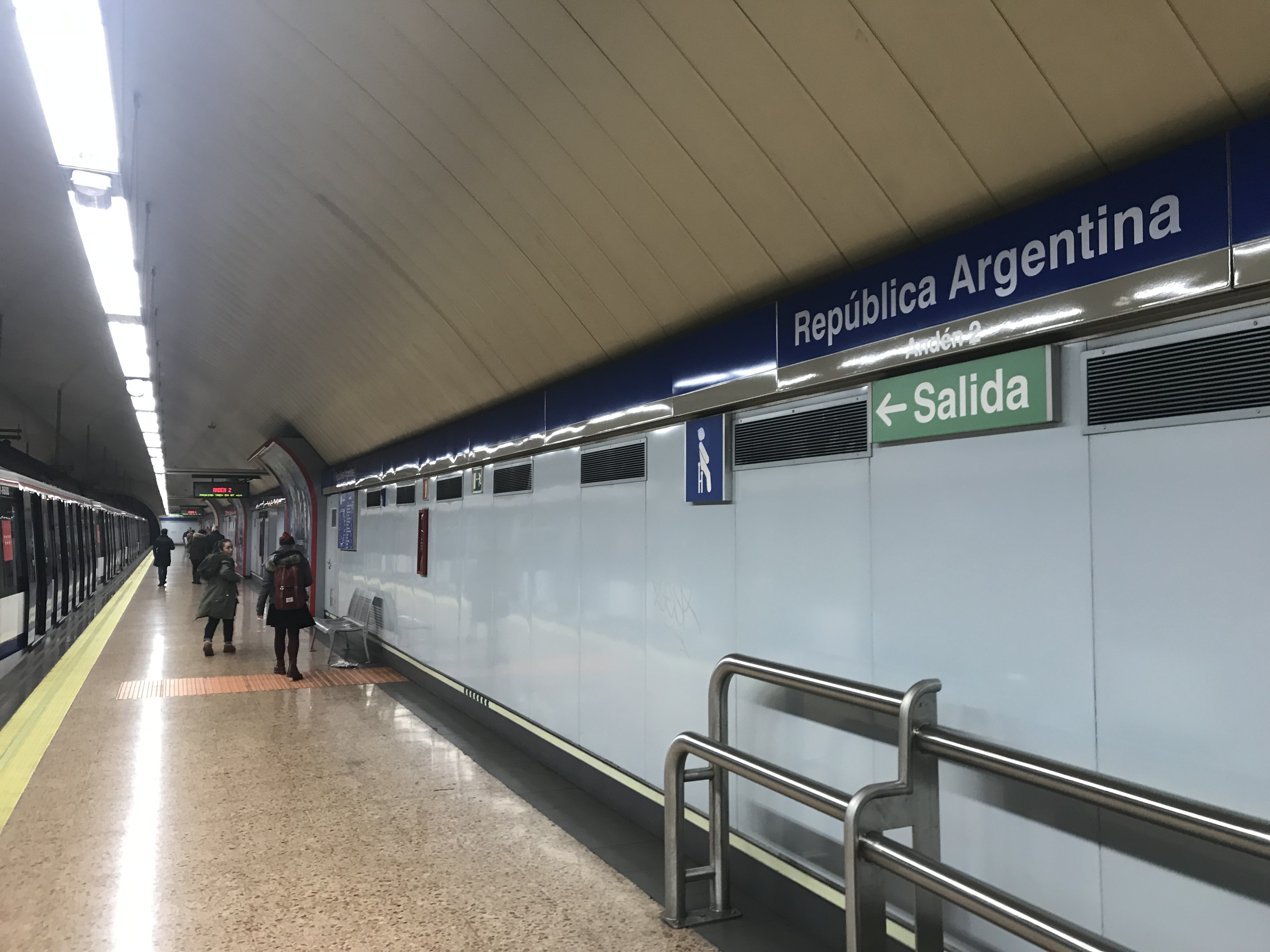
Plataforma de embarque

República Argentina é uma estação da Linha 6 do Metro de Madrid.  Está situada na plaça do mesmo nome, no bairro de El Viso, distrito de Chamartín.

## História
A construção estava prevista no plano de expansão de 1967. A estação abriu  ao público em 11 de outubro de 1979 com a inauguração do primeiro trecho da Linha 6.

## Acessos
Entrada República Argentina
- República Argentina Praça República Argentina, 8 (próximo a Avenida Doctor Arce)
- Joaquín Costa, pares com Juan de la Cierva, s/n (esquina com Joaquín Costa, 26)
- Joaquín Costa, pares C/ Joaquín Costa, 26. Acesso em rampa
- Joaquín Costa (imp.) C/ Joaquín Costa, 41 (esquina C/ Rodríguez Marín). Acesso em rampa